# Dolavon
Dolavon è una località del Dipartimento di Gaiman, nella provincia di Chubut, Argentina. Si trova nella valle inferiore del río Chubut, a 19 km ad ovest della città di Gaiman (seguendo il suo corso), ed a 36 km a sud della città di Trelew, lungo la Ruta Nacional 25. Il suo nome ha origini gallesi.

## Geografia fisica
Il suo territorio è pianeggiante, leggermente ondulato, come tutto il plateau della Patagonia, con vegetazione prevalentemente arbustiva.
I vicoli pittoreschi di questa cittadina sono animati dalla storia gallese. Qui è stato costruito il primo mulino per macinare il grano di eccellente qualità che si coltivava nella regione. È una città tranquilla, attraversata da uno dei numerosi canali per l'irrigazione, costruiti dai coloni gallesi alla fine del XIX secolo.